# Bur Dubai
Bur Dubai (ungefär Fastland Dubai) är en stadsdel i Dubai, Förenade Arabemiraten och utgörs av den gamla innerstadens sydvästra halva, precis vid Dubaiviken. I Bur Dubai ligger bland annat en marknad, den stora moskén Grand Mosque  och Dubai Museum.
På andra sidan viken ligger stadsdelen Deira som man bland annat kan korsa med små passagerarbåtar, abra, mot en avgift på en dirham.

## Galleri

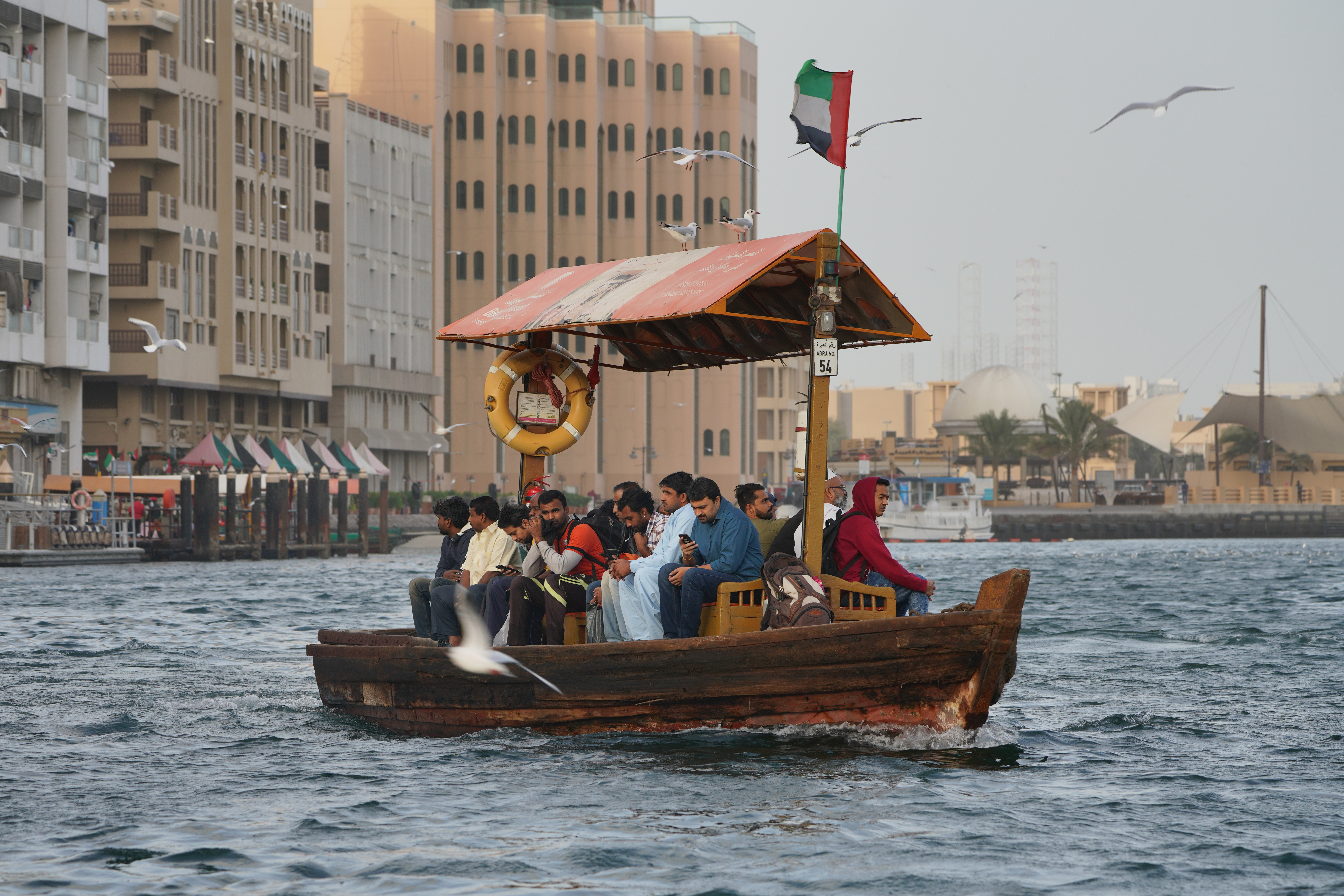
Arba på Dubaiviken